# Malinowo (Tczew)
Malinowo (niem. Amalienhof) – to północno-wschodnia część tczewskiego osiedla Suchostrzygi. Powstała na terenie dawnego majątku ziemskiego, później wsi o tej samej nazwie. Od lat 60. do końca lat 90. XX w. znajdował się tam "Kombinat Państwowych Gospodarstw Ogrodniczych Malinowo (rozbudowany zespół szklarniowy), na którego terenie obecnie zlokalizowane są duże obiekty handlowe. Malinowo leży nad Kanałem Młyńskim, przy trasach drogi krajowej nr 91 i północno-zachodniej obwodnicy "Tczewskiego Węzła Kolejowego".